# 歐斯塔韃靼人
歐斯塔韃靼人，是西伯利亞韃靼人的分支，主要分布在托木斯克州，人口約300-400人。

## 歷史
歐斯塔韃靼人的主要族源是西西伯利亞的塞爾庫普人，他們後來受葉尼塞吉爾吉斯人統治被突厥化。在9-10世紀受基馬克汗國和欽察人統治。
在15-16世紀受西伯利亞汗國統治，在俄羅斯人初次與他們接觸時人口約有800人。
他們在19世紀中接受伊斯蘭教。